# Stereoblindheit
Stereoblindheit bezeichnet die Sehstörung, bei der das Stereosehen – also die Fähigkeit, durch die Zusammenarbeit beider Augen räumliche Tiefe zu erkennen – vollständig oder weitgehend fehlt. Betroffene können die dreidimensionale Struktur ihrer Umgebung nicht durch binokulares Sehen erfassen. Stattdessen orientieren sie sich an monokularen Tiefenhinweisen, etwa Größenverhältnissen, Schatten oder Bewegungsparallaxe.

## Ursachen
Stereoblindheit kann verschiedene Ursachen haben. Zu den häufigsten zählen:
- Strabismus (Schielen): Eine Fehlstellung der Augen verhindert die korrekte Fusion der Seheindrücke.
- Amblyopie (Schwachsichtigkeit): Eine ungleiche Sehschärfe zwischen den Augen, meist durch mangelnde Nutzung eines Auges im Kindesalter.
- Angeborene Entwicklungsstörungen im visuellen Cortex.
- Schädel-Hirn-Traumata oder neurodegenerative Erkrankungen wie Multiple Sklerose oder Schlaganfall.

In seltenen Fällen kann Stereoblindheit auch nach Operationen (z. B. bei Katarakt) auftreten, insbesondere wenn die visuelle Reizverarbeitung beider Augen stark unterschiedlich ist.

## Diagnostik
Die Diagnose erfolgt durch spezielle Tests zur Prüfung des binokularen Sehens, darunter:
- TNO-Test
- Lang-Stereotest
- Titmus-Test
- Random-Dot-Stereogramme (z. B. Magic Eye-Bilder)
- Treffversuch

Diese Tests prüfen die Fähigkeit, scheinbar „versteckte“ 3D-Objekte bei gleichzeitiger Nutzung beider Augen zu erkennen.

## Auswirkungen im Alltag
Obwohl viele stereoblinde Personen im Alltag gut zurechtkommen, haben sie in bestimmten Situationen Einschränkungen, etwa beim:
- Einschätzen von Distanzen (z. B. beim Autofahren)
- Ergreifen von Objekten in der Tiefe (z. B. Sport)
- Erkennen von 3D-Filmen oder -Darstellungen

Betroffene kompensieren meist unbewusst mit anderen Tiefenhinweisen. Viele entdecken ihre Stereoblindheit erst im Erwachsenenalter – oft durch Zufall oder im Rahmen augenärztlicher Untersuchungen.

## Therapie
Eine Behandlung ist nur in bestimmten Fällen möglich und erfolgversprechend, vor allem im Kindesalter. Optionen sind:
- Orthoptische Übungen zur Verbesserung der Fusion und Augenkoordination
- Abdeckungstherapie (Okklusion) zur Behandlung einer Amblyopie
- Neurovisuelles Training (z. B. mit Virtual-Reality-Systemen)

Bei Erwachsenen ist eine Wiederherstellung des Stereosehens selten, aber in Einzelfällen dokumentiert. Eine bekannte Fallstudie ist die von Susan Barry, einer Neurobiologin, die im Erwachsenenalter durch gezieltes Training Stereosehen erlernte („Stereo Sue“).

## Verbreitung
Es wird geschätzt, dass etwa 3–5 % der Bevölkerung kein oder nur stark eingeschränktes Stereosehen besitzen. Oftmals bleibt dies auch unerkannt.

## Bekannte Betroffene
- Susan Barry – US-amerikanische Neurobiologin und Autorin
- Oliver Sacks – beschrieb Fälle von Stereoblindheit in seinen populärwissenschaftlichen Werken